# Ruslan Qurbanov
Ruslan Eldar oğlu Qurbanov (ros. Руслан Эльдарович Курбанов, Rusłan Eldarowicz Kurbanow; lezg. Къурбанрин Эльдаран хва Руслан, Kurbanrin Eldaran hwa Ruslan; ur. 12 września 1991 w Stawropolu) – azerski piłkarz lezgińskiego pochodzenia występujący na pozycji pomocnika lub napastnika, reprezentant Azerbejdżanu w latach 2015–2018.

## Kariera klubowa
Wychowanek Dinama Stawropol z rodzinnego miasta Stawropol, gdzie rozpoczął grę w piłkę nożną w wieku 7 lat. W 2003 roku przeniósł się do akademii piłkarskiej FK Rostów. Latem 2008 roku podpisał z tym klubem profesjonalny kontrakt. Wkrótce po tym trener Oleg Dołmatow zdecydował, by wypożyczyć go na okres jednej rundy do Niki Krasny Sulin (PFL).
Na początku 2009 roku Qurbanov rozpoczął grę w drużynie rezerw FK Rostów, gdzie zanotował 3 występy. W kwietniu tego samego roku z powodów dyscyplinarnych został wypożyczony na 2 miesiące do innego klubu PFL – FK Taganrog. Po powrocie do FK Rostów rozwiązał swoją umowę i przez 14 miesięcy pozostawał bez pracodawcy.
W sierpniu 2010 roku Qurbanov jako wolny agent został zawodnikiem Neftçi PFK, prowadzonego przez Arifa Əsədova. 23 grudnia 2010 zadebiutował w Premyer Liqası w wygranym 2:0 meczu przeciwko Turanowi Tovuz. W sezonie 2010/11, w którym zanotował 6 występów, wywalczył ze swoim klubem mistrzostwo Azerbejdżanu. W czerwcu 2011 roku wypożyczono go do Sumqayıt FK, gdzie spędził 2,5 roku i w 53 ligowych spotkaniach strzelił 9 goli.
Po powrocie do Neftçi PFK Qurbanov w sezonie 2013/14 zdobył Puchar Azerbejdżanu po wygranej w finale z Qəbələ FK. Latem 2014 roku zadebiutował w europejskich pucharach w dwumeczu przeciwko FC Koper (1:2, 2:0) w kwalifikacjach Ligi Europy 2014/15.
W lutym 2015 roku Qurbanov został wypożyczony na 4 miesiące do Hajduka Split prowadzonego przez Stanko Poklepovicia. Został on zarekomendowany władzom klubu przez selekcjonera kadry Azerbejdżanu – Roberta Prosinečkiego. 22 marca 2015 zadebiutował w 1. HNL w przegranym 0:2 meczu z NK Zagreb, wchodząc na boisko w 77. minucie za Josipa Vukovicia. W trakcie jego czteromiesięcznego pobytu w Hajduku trenowało go 4 różnych szkoleniowców. Ogółem zaliczył w chorwackiej ekstraklasie 5 spotkań, w których nie zdobył żadnej bramki i wraz z nadejściem czerwca powrócił do Azerbejdżanu.
W sezonie 2015/16 Qurbanov z 13 golami w lidze i z 18 we wszystkich rozgrywkach został najlepszym strzelcem Neftçi PFK. Jego klub zajął w tabeli 6. lokatę i przegrał finał Pucharu Azerbejdżanu z Qarabağ FK, co uznano za duże rozczarowanie. Qurbanov wyraził niezadowolenie z wysokości swojego kontraktu, który należał do najniższych w zespole i ogłosił gotowość do odejścia.
1 września 2016 podpisał dwuletnią umowę z Qəbələ FK, jednocześnie oskarżając działaczy Neftçi PFK o nieprofesjonalne zarządzanie klubem i brak szacunku do jego osoby. 10 dni po jego przybyciu Qəbələ FK pokonała na wyjeździe Neftçi w meczu ligowym 8:0, a sam Qurbanov zdobył 2 gole. W sezonie 2016/17 wystąpił on ze swoim zespołem w fazie grupowej Ligi Europy UEFA. Qəbələ FK przegrała wszystkie 6 spotkań, a Qurbanov strzelił 2 bramki w meczach przeciwko 1. FSV Mainz 05 (2:3) i AS Saint-Étienne (1:2).
Przed sezonem 2018/19 jako wolny zawodnik podpisał roczny kontrakt z Səbail FK. W grudniu 2018 roku trener Aftandil Hacıyev przeniósł go do rezerw za samowolne opuszczenie klubowej bazy, jednak wkrótce po tym odwołał swoją decyzję. 5 maja 2019, przed meczem z Qarabağ FK, Qurbanov upadł w szatni i złamał rękę w przedramieniu. Nieświadomy skali urazu rozegrał całe spotkanie, które jego zespół przegrał 0:4. Kilka dni później ogłosił odejście z Səbail FK.
Latem 2019 roku Qurbanov przeniósł się do Keşlə FK. W sezonie 2019/20 rozegrał w jej barwach 16 ligowych spotkań, w których strzelił 2 gole. Po odejściu z klubu oskarżył jego władze o niewypłacenie należnej mu premii za awans do kwalifikacji Ligi Europy UEFA. Przed sezonem 2020/21 został zawodnikiem Zirə FK, dla której rozegrał 15 meczów i zdobył 1 bramkę.
W sierpniu 2021 roku Qurbanov podpisał półroczną umowę z białoruskim klubem Sławija Mozyrz. 12 września 2021 zadebiutował w Wyszejszajej lidze w zremisowanym 1:1 spotkaniu z Ruchem Brześć. 24 października 2021 w meczu z FK Mińsk (6:0) zdobył swoje 2 jedyne bramki w lidze białoruskiej. W styczniu 2022 roku przedłużył swój kontrakt o kolejne 12 miesięcy. W maju tego samego roku z powodów religijnych odszedł z zespołu, nie zaliczając żadnego występu w sezonie 2022.
W lutym 2025 roku Qurbanov podpisał czteromiesięczny kontrakt z półamatorskim klubem Hypers Quba FC (II Liqa). W rundzie wiosennej sezonu 2024/25 zanotował 8 ligowych spotkań i zdobył 3 gole. Na zakończenie rozgrywek wystąpił ze swoim zespołem w play-off o awans do I Liqi, przegranym 1:3 z Difai FK. W lipcu 2025 roku zakończył karierę zawodniczą.

## Kariera reprezentacyjna
W latach 2010–2012 Qurbanov występował w kadrze Azerbejdżanu U-21, dla której rozegrał łącznie 6 spotkań i zdobył 1 gola w swoim debiucie z Albanią (3:2) we wrześniu 2010 roku.
W marcu 2015 roku otrzymał od Roberta Prosinečkiego pierwsze powołanie do seniorskiej reprezentacji Azerbejdżanu. 28 marca zadebiutował w wygranym 2:0 spotkaniu z Maltą w eliminacjach Mistrzostw Europy 2016. We wrześniu 2016 roku zdobył jedyną bramkę w drużynie narodowej w meczu przeciwko San Marino (1:0) w eliminacjach Mistrzostw Świata 2018. Ogółem w latach 2015–2018 rozegrał w drużynie narodowej 26 spotkań i strzelił 1 gola.

### Bramki w reprezentacji
| Lp. | Data            | Miejsce                        | Przeciwnik | Bramka | Rezultat | Ranga meczu                       |
| --- | --------------- | ------------------------------ | ---------- | ------ | -------- | --------------------------------- |
| 1.  | 4 września 2016 | San Marino Stadium, Serravalle | San Marino | 1:0    | 1:0      | Eliminacje Mistrzostw Świata 2018 |

## Życie prywatne
Qurbanov jest Lezginem urodzonym w Kraju Stawropolskim na terenie Federacji Rosyjskiej. Jego rodzice pochodzą ze wsi Chlut w południowym Dagestanie. W 2014 roku zawarł związek małżeński z Elnarą, z którą ma dwójkę dzieci: córkę Milanę i syna Adama.
W połowie 2010 roku, dzięki wstawiennictwu selekcjonera reprezentacji Azerbejdżanu U-21 Bernharda Lipperta oraz AFFA, otrzymał azerski paszport.

## Statystyki kariery

### Klubowe
| Klub                     | Sezon             | Liga              | Liga  | Liga | Puchar kraju | Puchar kraju | Puchar ligi | Puchar ligi | Kontynentalne | Kontynentalne | Inne  | Inne | Razem | Razem |
| Klub                     | Sezon             | Liga              | Mecze | Gole | Mecze        | Gole         | Mecze       | Gole        | Mecze         | Gole          | Mecze | Gole | Mecze | Gole  |
| ------------------------ | ----------------- | ----------------- | ----- | ---- | ------------ | ------------ | ----------- | ----------- | ------------- | ------------- | ----- | ---- | ----- | ----- |
| Nika Krasny Sulin (wyp.) | 2008              | PFL               | 9     | 0    | —            | —            | —           | —           | —             | —             | —     | —    | 9     | 0     |
| FK Taganrog (wyp.)       | 2009              | PFL               | 11    | 0    | 1            | 0            | —           | —           | —             | —             | —     | —    | 12    | 0     |
| Neftçi PFK               | 2010/2011         | Premyer Liqa      | 6     | 0    | 1            | 0            | —           | —           | —             | —             | —     | —    | 7     | 0     |
| Neftçi PFK               | 2013/2014         | Premyer Liqa      | 15    | 3    | 4            | 1            | —           | —           | —             | —             | —     | —    | 19    | 4     |
| Neftçi PFK               | 2014/2015         | Premyer Liqa      | 12    | 3    | 1            | 1            | —           | —           | 3             | 0             | —     | —    | 15    | 4     |
| Neftçi PFK               | 2015/2016         | Premyer Liqa      | 31    | 13   | 6            | 5            | —           | —           | 2             | 0             | —     | —    | 39    | 18    |
| Neftçi PFK               | 2016/2017         | Premyer Liqa      | 3     | 0    | 0            | 0            | —           | —           | 4             | 1             | —     | —    | 7     | 1     |
| Neftçi PFK               | Ogółem            | Ogółem            | 67    | 19   | 12           | 7            | 0           | 0           | 9             | 1             | 0     | 0    | 88    | 27    |
| Sumqayıt FK (wyp.)       | 2011/2012         | Premyer Liqa      | 15    | 2    | 1            | 0            | —           | —           | —             | —             | —     | —    | 16    | 2     |
| Sumqayıt FK (wyp.)       | 2012/2013         | Premyer Liqa      | 24    | 6    | 0            | 0            | —           | —           | —             | —             | —     | —    | 24    | 6     |
| Sumqayıt FK (wyp.)       | 2013/2014         | Premyer Liqa      | 14    | 0    | 0            | 0            | —           | —           | —             | —             | —     | —    | 14    | 0     |
| Sumqayıt FK (wyp.)       | Ogółem            | Ogółem            | 53    | 8    | 1            | 0            | 0           | 0           | 0             | 0             | 0     | 0    | 54    | 8     |
| Hajduk Split (wyp.)      | 2014/2015         | 1.HNL             | 5     | 0    | 2            | 0            | —           | —           | —             | —             | —     | —    | 7     | 0     |
| Hajduk Split II (wyp.)   | 2014/2015         | 3.HNL             | 1     | 0    | —            | —            | —           | —           | —             | —             | —     | —    | 1     | 0     |
| Qəbələ FK                | 2016/2017         | Premyer Liqa      | 21    | 4    | 3            | 1            | —           | —           | 6             | 2             | —     | —    | 30    | 7     |
| Qəbələ FK                | 2017/2018         | Premyer Liqa      | 24    | 2    | 5            | 2            | —           | —           | 0             | 0             | —     | —    | 29    | 4     |
| Qəbələ FK                | Ogółem            | Ogółem            | 45    | 6    | 8            | 3            | 0           | 0           | 6             | 2             | 0     | 0    | 59    | 11    |
| Səbail FK                | 2018/2019         | Premyer Liqa      | 21    | 2    | 2            | 1            | —           | —           | —             | —             | —     | —    | 23    | 3     |
| Keşlə FK                 | 2019/2020         | Premyer Liqa      | 16    | 2    | 1            | 0            | —           | —           | —             | —             | —     | —    | 17    | 2     |
| Zirə FK                  | 2020/2021         | Premyer Liqa      | 15    | 1    | 1            | 0            | —           | —           | —             | —             | —     | —    | 16    | 1     |
| Sławija Mozyrz           | 2021              | Wyszejszaja liha  | 5     | 2    | —            | —            | —           | —           | —             | —             | 0     | 0    | 5     | 2     |
| Hypers Quba FC           | 2024/2025         | II Liqa           | 8     | 3    | —            | —            | —           | —           | —             | —             | 1     | 0    | 9     | 3     |
| Ogółem w karierze        | Ogółem w karierze | Ogółem w karierze | 256   | 43   | 28           | 11           | 0           | 0           | 15            | 3             | 1     | 0    | 300   | 57    |

### Reprezentacyjne
| Reprezentacja | Rok    | Mecze | Gole |
| ------------- | ------ | ----- | ---- |
| Azerbejdżan   | 2015   | 8     | 0    |
| Azerbejdżan   | 2016   | 7     | 1    |
| Azerbejdżan   | 2017   | 4     | 0    |
| Azerbejdżan   | 2018   | 7     | 0    |
| Ogółem        | Ogółem | 26    | 1    |

## Sukcesy

### Zespołowe
Neftçi PFK
- mistrzostwo Azerbejdżanu: 2010/11
- Puchar Azerbejdżanu: 2013/14

### Indywidualne
- król strzelców Pucharu Azerbejdżanu: 2015/16 (5 goli)